# Pimelea pagophila
Pimelea pagophila är en tibastväxtart som beskrevs av B.L. Rye. Pimelea pagophila ingår i släktet Pimelea och familjen tibastväxter. Inga underarter finns listade i Catalogue of Life.